# Beaux Arts Village
Beaux Arts Village é uma vila localizada no estado norte-americano de Washington, no Condado de King.

## Demografia
Segundo o censo norte-americano de 2000, a sua população era de 307 habitantes. 
Em 2006, foi estimada uma população de 297, um decréscimo de 10 (-3.3%).

## Geografia
De acordo com o United States Census Bureau tem uma área de 0,4 km², dos quais 0,2 km² cobertos por terra e 0,2 km² cobertos por água.

## Localidades na vizinhança
O diagrama seguinte representa as localidades num raio de 8 km ao redor de Beaux Arts Village. 